# Оливера
Оливера је женско име.